# Médiathèque d'agglomération de Cambrai
Le Labo-Cambrai, Médiathèque classée de l'agglomération de Cambrai est un établissement culturel situé rue Louis Renard, à Cambrai.
C'est une bibliothèque classée héritée de l'ancienne Bibliothèque municipale classée de Cambrai, devenue ensuite Médiathèque d'agglomération, puis reconfigurée en "Laboratoire culturel". Innovation en France, le Labo-Cambrai intègre en un même équipement culturel et touristique quatre politiques publiques culturelles : la lecture publique (composante bibliothèque) ; le patrimoine écrit et graphique (fonds patrimonial ancien classé, manuscrits, incunables, collections iconographiques, fonds local) ; la culture scientifique, technique & industrielle (centre CSTI) ; l'interprétation de l'architecture et du patrimoine bâti cambrésien (CIAP). Le numérique et l'action culturelle y tiennent une place structurante.

## Histoire
La bibliothèque communale de Cambrai est formée à la Révolution des collections issues de couvents supprimés et de collections particulières. Elle est alors installée dans une ancienne chapelle de l'hôpital Saint-Jean de la ville.
Durant la Première Guerre mondiale, la bibliothèque est pillée et incendiée par les Allemands. 
En 1944, les bombardements de la Seconde Guerre mondiale conduisent à la destruction de la bibliothèque alors installée rue Léon Gambetta. Seuls sont préservés, ayant été évacués, les six cents incunables et les mille quatre cents manuscrits du fonds ancien,.
Une nouvelle bibliothèque municipale de Cambrai est inaugurée en 1975. Elle est la première en France à adopter l'appellation de « médiathèque », créée in situ,.
Elle détient le label de « bibliothèque municipale classée ». Elle protège, décrit, communique aux chercheurs, étudie, prête aux institutions nationales et étrangères, et présente au public dans le cadre de manifestations un fonds de 1600 manuscrits médiévaux, 800 incunables, des milliers de documents photographiques, affiches, imprimés divers des XVIIIe et XXe siècles, des centaines de liasses d'archives anciennes qui intéressent l'histoire du Cambrésis[réf. nécessaire].

## La maison Falleur
La Maison Falleur a été construite entre le XVIIe et le XVIIIe siècle. Elle a pris le nom d’un de ses derniers occupants, le docteur Falleur. Construite autour d'une cour, elle conserve des pierres et des poutres apparentes d'époque.
La Maison Falleur est l'un des lieux d'expositions temporaires de la Médiathèque de Cambrai, avant que celle-ci ne devienne Le Labo. 

## Fonds anciens
La médiathèque conserve des œuvres issues des confiscations révolutionnaires faites aux communautés religieuses qui appartiennent au patrimoine de la nation. Parmi elles, des enluminures, différents ouvrages religieux et livres de prière, mais aussi des ouvrages profanes comme des manuscrits musicaux illustrés de dessins colorés et humoristiques. Le fonds médiéval est l'un des plus importants de France. Il renferme 847 ouvrages antérieurs au XVIe siècle. On trouve par exemple le psautier manuscrit 54 et son calendrier-nécrologue dont l'étude a permis d'éclairer sous un jour nouveau l'histoire de la Lotharingie à partir de 959 et la période autour du règne d'Henri II (1002-1024).

## Nouvelle médiathèque
En mars 2011, la responsabilité de la médiathèque, jusqu'ici gérée par la ville de Cambrai, est transférée à la Communauté d'agglomération de Cambrai en vue du projet de nouvelle médiathèque.
Le chantier d'une nouvelle médiathèque est lancé en 2015. Une partie du nouveau bâtiment se trouve dans un bâtiment classé monument historique des XVIIe et XIXe siècles, le Collège des Jésuites. Un nouveau bâtiment neuf est construit en extension.
Le Labo-Cambrai est pensé comme une bibliothèque innovante mais aussi comme un équipement touristique et culturel où un accent particulier est mis sur la découverte et l'apprentissage des sciences,,. 
Le nouvel équipement est inauguré le 23 juin 2019. Le coût du projet s'établit à 16,4 millions d'euros, dont 10 millions pour les travaux.